# Luigi Bartolini
Pour les articles homonymes, voir Bartolini.
 (février 2025).
Si vous disposez d'ouvrages ou d'articles de référence ou si vous connaissez des sites web de qualité traitant du thème abordé ici, merci de compléter l'article en donnant les références utiles à sa vérifiabilité et en les liant à la section « Notes et références ».
Luigi Bartolini (né le 8 février 1892 à Cupramontana, dans la province d'Ancône dans les Marches - mort le 16 mai 1963 à Rome) est un graveur, écrivain, poète et peintre italien, du XXe siècle.

## Biographie
Luigi Bartolini est considéré avec Giorgio Morandi et Giuseppe Viviani comme un des plus importants graveurs italiens du XXe siècle. Formé à l'Académie de Rome, ses premières eaux-fortes remontent à 1914. Son style se rattache à la tradition naturaliste italienne du XIXe siècle s'inspirant en même temps des gravures de Rembrandt, Goya, Telemaco Signorini, Giovanni Fattori et des graveurs italiens du XVIIIe siècle. De 1928 à 1962 il participe sur invitation, en tant que graveur et peintre, à pratiquement toutes les éditions de la Biennale de Venise. Il reçoit le premier prix de gravure en 1942. D'autres prix pour la gravure lui sont attribués à Florence en 1932, à la Quadriennale de Rome en 1935 et à Lugano en 1950.
En 1933, il est arrêté par les fascistes pour des raisons politiques à Osimo en Province d'Ancône où il résidait depuis quelques années. Après un mois de prison à Ancône, il est mis en isolement d'abord à Montefusco (Avellino), ensuite à Merano jusqu'en 1938.
Dans la période 1949 - 1950, il réalise un autoportrait ainsi que les mietitrici (faucheuses) pour la Collection Verzocchi de Forlì. Collection aujourd'hui conservée à la Pinacothèque civique de Forlì.
Présent à toutes les plus importantes manifestations de son époque, il développe divers styles définis par lui-même : maniera bionda (manière blonde), nera (noire) et lineare (linéaire). Par ces moyens il réalise de nombreuses eaux-fortes (paysages des Marches et de la Sicile ainsi que les séries des insectes, papillons, oiseaux et scènes de chasse.
Son activité d'écrivain est aussi très intense. Poète, critique d'art et polémiste, il a plus de soixante-dix livres à son actif. Ses livres sont édités par les plus importantes maisons d'édition italiennes (Vallecchi, Mondadori, Longanesi, Nistri Lischi...).
Il collabore aux principales revues et journaux italiens (Il Selvaggio, Il Frontespizio, Quadrivio, Maestrale, Corriere della Sera, il Borghese).
En 1946 il publie pour l'éditeur Polin de Rome, le roman Ladri di biciclette, duquel Cesare Zavattini tira le scénario du film homonyme de Vittorio De Sica.
En 1965, une rétrospective lui est consacrée dans le cadre de la IXe Quadriennale de Rome.

## Œuvres

### Œuvres littéraires

#### Romans
- Passeggiata con la ragazza Vallecchi Florence (1930)
- Romanzi della guerra, Il ritorno sul Carso, Milan, Mondadori, 1930
- Il Molino della carne (1931)
- L’orso e altri amorosi capitoli, Vallecchi, Florence (1933)
- Polemiche (1940)
- Follonica (1940)
- Il Cane scontento (1942)
- Poesie e satire (1944)
- Credo d’artista (1945)
- Ladri di biciclette, Polin, Rome (1946); trad. française Les Voleurs de bicyclettes par Olivier Favier, Arléa, 2008.
- Il fallimento della pittura (1948)
- Le acque del Basento, Mondadori, Milan (1960)

#### Poésie
- Il guanciale, Turin (1924)
- Poesie (1928-1938), Rome (1939)
- Addio ai sogni, Milan (1953)
- L'Eremo dei Frati Bianchi, Ancône (1963)
- Poesie (1911-1963), Padoue (1964)

### Œuvres picturales
- Autoportrait, huile sur toile
- Le mietitrici, huile sur toile (1949)
- Tre ragazze nomadi al mattino, huile sur bois (1949)
- Ritratto di mia figlia Luciana, huile sur toile (1946)